# Ionelia Priescu
Ionelia-Florența Priescu (n. 16 noiembrie 1979) este un politician român, aleasă în 2024 deputat de Gorj din partea partidului Alianța pentru Unirea Românilor (AUR). 

## Carieră politică

### Legislatura I (2024 –prezent)

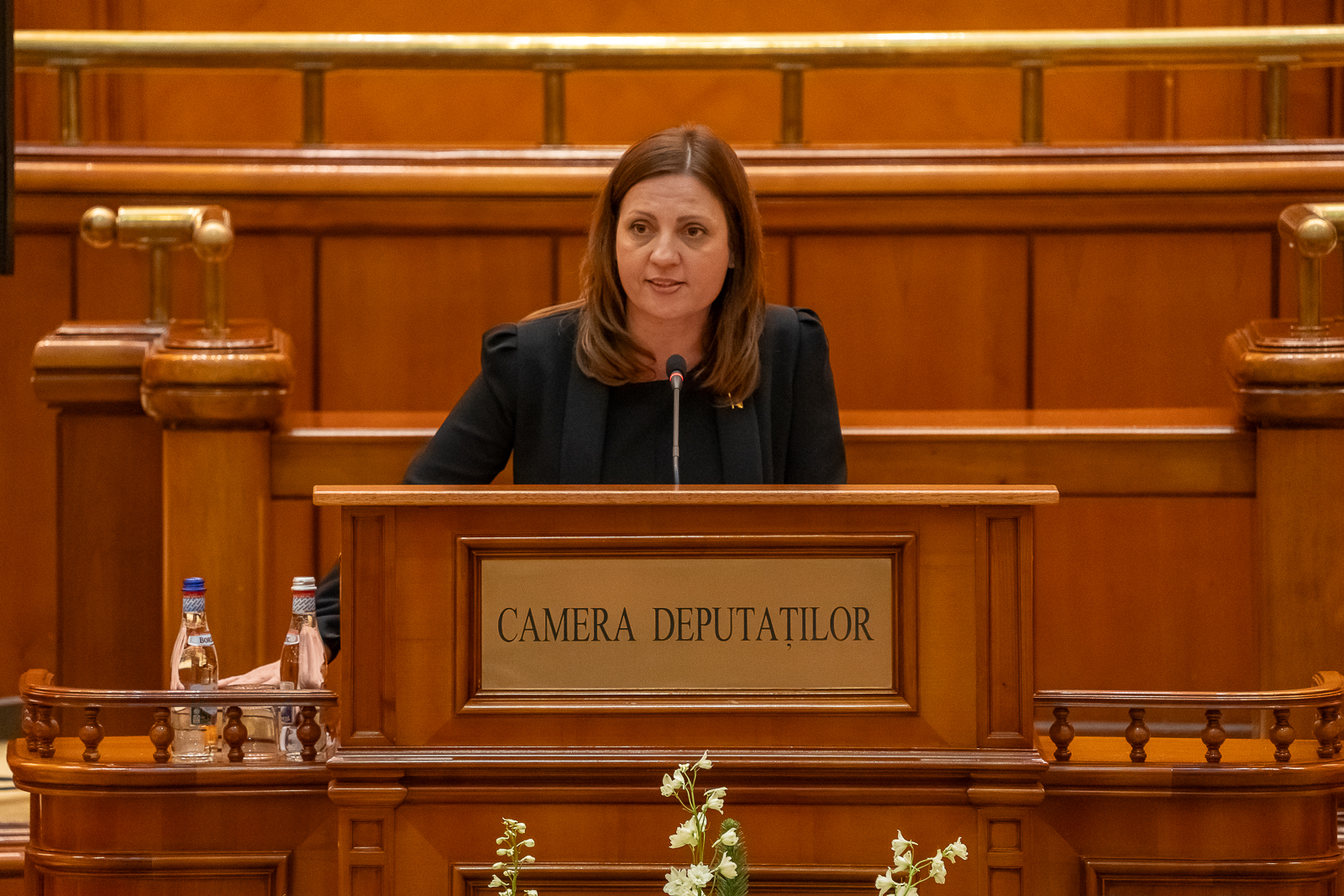
Priescu depunând jurământul, 21 decembrie 2024

În urma alegerilor parlamentare din 2024 pe 1 decembrie, Priescu a fost aleasă membru al Camerei Deputaților în județul Gorj, preluând mandatul pe 21 decembrie. În cadrul Camerei Deputaților este secretar al grupului parlamentar AUR, precum și membru al Comisiei pentru agricultură, silvicultură, industrie alimentară și servicii specifice și al Comisiei juridică, de disciplină și imunități. Este membru al grupurilor parlamentare de prietenie pentru Peru, Grecia, Malaezia și Thailanda. În aprilie 2025, ea l-a criticat pe ministrul mediului Mircea Fechet că nu a răspuns la întrebările sale despre o lege privind ariile naturale protejate în termenul legal.